# Atheta nidicola
Atheta nidicola är en skalbaggsart som först beskrevs av Johansen 1914.  Atheta nidicola ingår i släktet Atheta, och familjen kortvingar. Enligt den finländska rödlistan är arten nära hotad i Finland. Arten är reproducerande i Sverige. Artens livsmiljö är moskogar.